# 완리구 (난창시)
완리구(한국어: 만리구, 중국어: 湾里区, 병음: Wānlǐ Qū)는 중화인민공화국 장시성 난창 시의 현급 행정구역이다. 난창 시의 북서쪽에 위치하고 시 중심에서 18km 떨어져있다. 서쪽 산맥에 놓여있고 70% 이상이 숲으로 덮여있어서 천연 자원을 기반으로 한 임업과 약초 생산에 집중하고 있다. 넓이는 254km2이고, 인구는 2007년 기준으로 90,000명이다.

## 기후
연평균 기온은 14.5℃－17.6℃이고 연평균 강수량은 1700mm이다.

## 행정 구역
2개 가도, 3개 진, 1개 향을 관할한다.
- 가도: 站前街道, 幸福街道.
- 진: 招贤镇, 梅岭镇, 罗亭镇.
- 향: 太平乡.